# Dragefisk
Dragefisk (latin: Pterois) er en slægt af fisk.

## Udseende
Dragefiskens hoved og krop er prydet med røde eller rødbrune tværstriber. Over øjnene er der nogle vedhæng, kaldet tentakler. Finnerne og de giftige pigstråler på ryggen har rødbrune og hvide tværstriber. Pigstrålerne bruger den til selvforsvar. Hvis den bliver truet, spreder den de giftige pigstråler imod fjenden. Dødsfald for mennesker er sjældne, men det er ubehageligt og smertefuldt at blive stukket. Almindelig dragefisk måler som voksen 30-38 centimeter, og vejer op til 1,2 kilo. Almindelig dragefisk er vanskelig at kende fra andre dragefisk. Men almindelig dragefisk har 13 giftige pigstråler på ryggen, mens alle andre kun har op til 12. Den kan skifte farve for at forvirre sine fjender.

## Udbredelse
Dragefisk lever i tropiske og subtropiske have, herunder i det Indiske Ocean og i den vestlige del af Stillehavet. Man finder ved det sydlige Japan, Filippinerne, Indonesien, Ny Guinea, Australien og Salomonøerne. Dragefisken har etableret sig som invasiv art ved østkysten af USA og i Caribien, hvor den udgør en trussel mod det naturlige dyreliv. Den lever hovedsageligt ved koralrev, men også langs lavvandede klippekyster, laguner, flodmundinger og havne. Den jager og er mest aktiv om natten. Om dagen gemmer den sig i revner og sprækker i klipper. I Danmark kan man se dragefisk i Danmarks Akvarium, i Kattegat Centeret i Grenå, samt i Randers Regnskov. Private holder dragefisk i  saltvandsakvarier. Den er en kostbar akvariefisk og skattet og dyr spisefisk.

## Føde
Når den jager fisk eller stimer af fisk, skjuler den sig mellem koraller eller i en revne i en klippe. Den bevæger sig ind i stimen og snupper en fisk i en mundfuld så hurtigt, at de andre fisk ikke når at opdage, hvad der foregår. Den kan derfor nå at snuppe flere fisk, uden at stimen bliver bange og flygter. Dragefisken behøver derfor ikke, at bruge gift på sine ofre. Den kan også jage på åbent vand, og det foregår ved, at den svømmer nær overfladen, og kaster sig over et skræmt bytte, som er på flugt fra andre rovfisk. Når den jager små skaldyr, svømmer den nær bunden, og roder op i sand og mudder med sine store finner. Det opskræmte bytte sluger den i én mundfuld.

## Formering
Dragefisken lever alene det meste af året. Men samles, når de skal til at gyde i flokke, gerne med én han og 3-8 hunner. På det tidspunkt bliver hannerne mere mørke i farven, mens hunnerne bliver lysere, næsten sølvfarvede. Æggene lægges i klumper, der måler 2-5 cm i diameter. I hver af disse klumper finder man 2.000-15.000 æg. De klækkes efter få dage. Når ungen er kommet ud af ægget, lever den i frit vand og æder alger og dyreplankton. Dragefiskeunger vokser langsomt. Halvstore unger ligner voksne dragefisk, deres finner og pigstråde er bare meget lange. De får først den normale størrelse, når ungerne er helt voksne og kønsmodne. Som voksen søger fisken ned for at leve mellem koraller og klipper. Man ved ikke særlig meget om den almindelige dragefisks udvikling, altså hvor lang perioden fra unge til voksen varer, og hvor gammel den kan blive.

## Eksterne links og henvisninger
1. ↑  "Invasive-species control: Bounty hunters. Nature 2014". Arkiveret fra originalen 14. september 2014. Hentet 15. september 2014.

- Dragefisk. Koralrev Arkiveret 4. marts 2016 hos  Wayback Machine
- (Webside ikke længere tilgængelig)